# 파이오필라속
파이오필라속(Phaeophila)은 갈파래강 갈파래목에 속하는 녹조류 속의 하나이다. 파이오필라과(Phaeophilaceae)의 유일속으로 9종으로 이루어져 있다.

## 하위 종
| - P. bulbochaete - P. dendroides - P. endophyta - P. filiformis - P. hirsuta | - P. pacifica - P. polymorpha - P. ramosa - P. vagans |